# Kryterium genetyczne

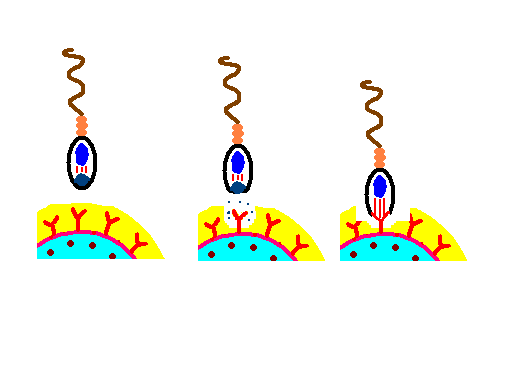
Kryterium genetyczne przyznaje przedstawicielowi Homo sapiens status osoby moralnej już od połączenia się DNA po zapłodnieniu

Kryterium genetyczne – jedno z kryteriów człowieczeństwa, wiążące włączenie do wspólnoty moralnej na podstawie posiadania charakterystycznego dla człowieka rozumnego materiału genetycznego. Wiąże się ono z całkowitym odrzuceniem aborcji.

## Postać
Wedle kryterium genetycznego o istnieniu człowieka w sensie wartościującym świadczy połączenie się DNA pochodzącego z komórek rozrodczych jego rodziców. W związku z tym przyznaje się osobnikowi prawa osoby już od początku jego istnienia, a więc od zapłodnienia. Niekiedy mówi się o przypisaniu praw od chwili poczęcia. Od samego swego początku istotę ludzką włącza się więc do wspólnoty moralnej.
Przyjęcie tego kryterium oznacza de facto zrównanie normatywnej definicji człowieka z biologiczną (gatunek Homo sapiens), czyli utożsamienie osoby genetycznej z moralną.

## Historia

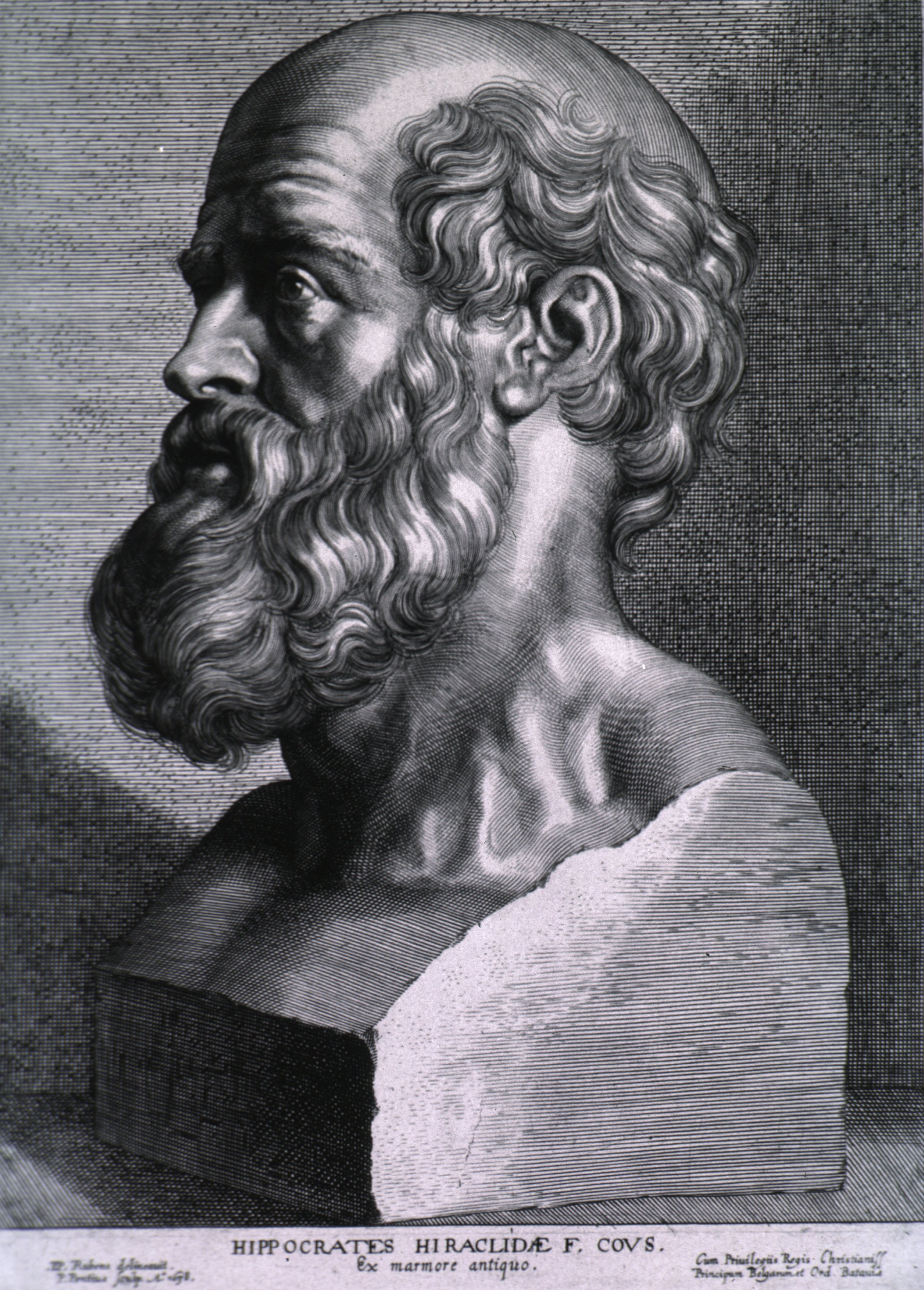
Przysięga Hipokratesa (na zdjęciu popiersie) zabrania aborcji, nie czyniąc rozróżnienia ze względu na wiek ciążowy

W przysiędze Hipokratesa zawarto sformułowanie: 

Nigdy nikomu, nawet na żądanie, nie dam (...) niewieście środka poronnego

Część autorów uważa te słowa za świadectwo zakazu przeprowadzania aborcji w starożytnej Grecji, wedle innych świadczą tylko o osobistych poglądach ojca medycyny. Na poparcie tego drugiego poglądu podawane są teksty źródłowe omawiające sposoby przerywania ciąży przekazane przez Soronosa z Efezu czy Dioskuridesa. Również w starożytnym Rzymie dokonywano aborcji. Zarówno Grecy jak i Rzymianie uznawali płód za część organizmu ciężarnej, nie przyznawali mu praw osoby. Jako że mogła ona dysponować własnym ciałem, przyznawano jej również prawo i do tego zabiegu. Natomiast po porodzie prawa do potomka przejmował ojciec. Powszechne w starożytnej Grecji i Rzymie było też zabijanie lub porzucanie niechcianych, chorych lub kalekich noworodków dzieci, jako tzw. res vacantes (łac. – rzeczy, do których właściciel zrzekł się praw).
Inaczej na sprawę aborcji zapatrywali się chrześcijanie. Sobory w Elwirze i Ankyrze, zwołane w IV wieku, potępiły przerywanie ciąży. Pierwszy z wymienionych rozważał jedynie ciąże powstałe na skutek cudzołóstwa, kolejny objął już wszystkie przypadki ciąży. Pomimo tego aborcji nie zrównywano z zabójstwem. Augustyn z Hippony za zabójstwo uznawał jedynie zabicie płodu animowanego (kryterium animacji), nie precyzując czasu animacji. Potępienie aborcji wynikało raczej z klasyfikacji stosunku miłosnego bez chęci potomstwa jako grzechu z lubieżności, a nie zniszczenia istoty, której przypisuje się prawa ludzkie, nawet jeśli papież Grzegorz IX zrównał aborcję z zabójstwem. Również Tomasz z Akwinu, idąc za Arystotelesem, nie przyznawał zarodkowi ludzkiemu człowieczeństwa od początku jego istnienia (widział tu 40. bądź 90. dzień jego życia).
Dopiero w XIX wieku dyskusja pojawiła się ponownie, prowadząc tym razem do innych wniosków. Uznano, że animacja (uduchowienie) odbywa się w momencie połączenia gamet. Stanowisko to spowodowało odrzucenie możliwości przeprowadzenia aborcji na jakimkolwiek etapie ciąży.
Obecnie głównym zwolennikiem tego kryterium jest Kościół katolicki. W jego katechizmie znajduje się artykuł 2271, wedle którego:

jest złem moralnym każde przerwanie ciąży

W zaleceniach dla lekarzy zaobserwować można pewną ewolucję: początkowo podobne stanowisko przyjęła uchwalona w 1948 Deklaracja genewska:

Będę bezwarunkowo strzegł ludzkiego życia od chwili poczęcia

Zdanie to Deklaracja z Oslo z 1979 uważa za „najważniejszą zasadę moralną” (punkt 1), dalej jednak stwierdza, że (punkt 4):

Nie jest zadaniem środowiska lekarskiego zajmowanie stanowiska wobec tego problemu

i (punkt 5):

gdzie prawo zezwala na przerwanie ciąży z przyczyn terapeutycznych lub (...) w tym kierunku zmierza (...) przerwanie ciąży powinno być stosowane wyłącznie jako zabieg terapeutyczny

Prawo polskie dopuszczając aborcję pod pewnymi warunkami przyjmuje inny punkt widzenia, zbliżony do ustawodawstwa europejskiego. W roku 2004 Europejski Trybunał Praw Człowieka w Strasburgu niejednogłośnie orzekł, że "nienarodzone dziecko nie jest uznawane za ‘osobę’ bezpośrednio chronioną art. 2 Konwencji [prawo do życia], a nawet jeśli nienarodzone ma ‘prawo’ do ‘życia’ to jest ono implicite ograniczane przez prawa i interesy matki". Wedle Brzezińskiego lekarze dokonujący aborcji w Polsce zazwyczaj nawet nie zastanawiają się nad omawianą tutaj kwestią, ratując życie matki. Jednakże w Polsce spotyka się braki w wiedzy pod względem wskazań do wykonania aborcji, co pociąga za sobą trudności w jej przeprowadzeniu nawet wtedy, gdy prawo na to pozwala.

## Argumenty za

### Argument z jakościowej ciągłości embriogenezy

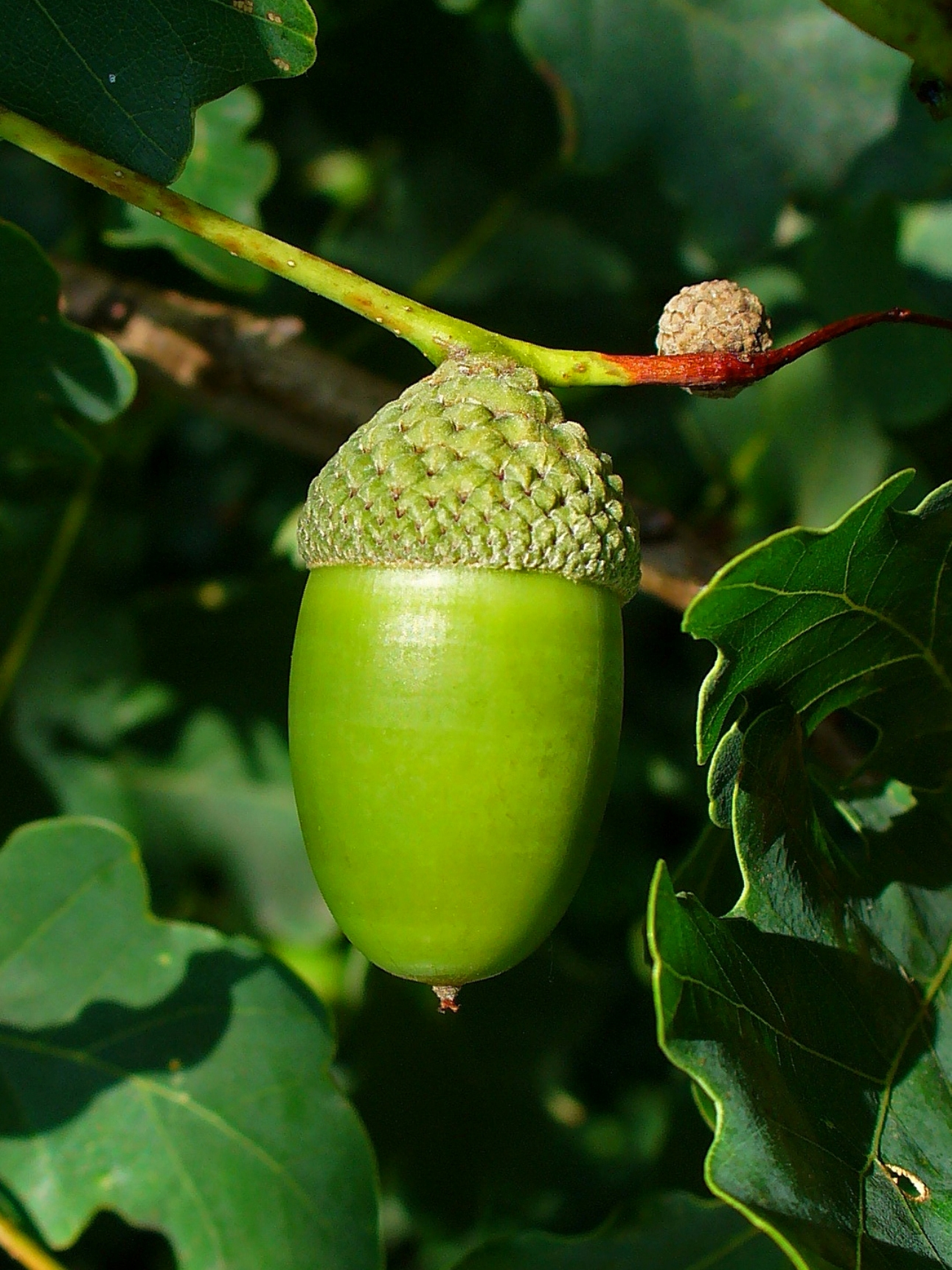
Żołądź nie jest dębem pomimo ciągłości przemiany żołędzia w dąb

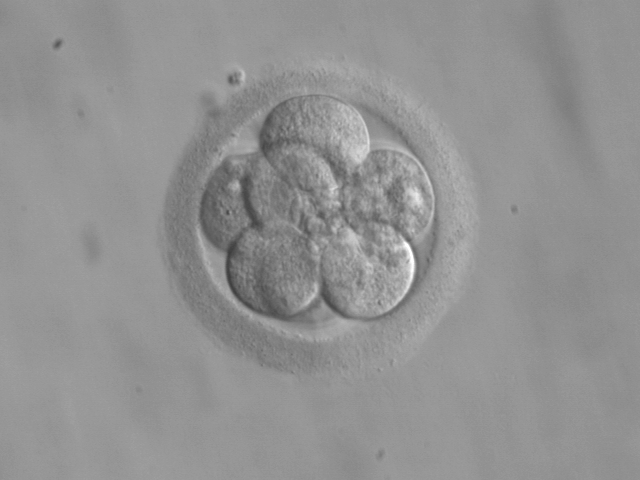
Podobnie krytykuje się pogląd, że zarodek ludzki jest człowiekiem (osobą)(na zdjęciu embrion w stadium blastuli)

Argument z jakościowej ciągłości embriogenezy zwraca uwagę na ciągłość rozwoju wewnątrzmacicznego, w wyniku którego przychodzi na świat noworodek, który może już żyć samodzielnie. Otóż nie można dopatrzyć się zerwania tej ciągłości, a obserwowane zmiany mają charakter ilościowy. Zwolennicy tego argumenty widzą w zapłodnieniu jedyną zmianę istotną moralnie, jako że status moralny istniejących przed połączeniem się gamet znacznie różni się od statusu organizmu po zapłodnieniu. Protagoniści kryterium genetycznego uznają wręcz, że ich pogląd popiera embriologia.
Argument ten stał się przedmiotem krytyki. Zwraca się uwagę, że z ciągłości embriogenezy w żadnym razie nie wynika konieczność uznania rozwijającego się organizmu za osobę już od samego początku tego procesu. Judith Jarvis Thomson zwraca uwagę, że podobnie ciągła jest przemiana żołędzia w dąb. Zygota ludzka tak ma się do człowieka, jak żołądź do dębu. Skoro więc nie nazywa się żołędzia dębem i przypisanie mu takiego miana nie byłoby właściwe, to również osobnik Homo sapiens na samym początku swego rozwoju nie jest człowiekiem.

### Argument z genetycznej tożsamości rozwijającego się jaja płodowego
Rzeczony argument to właściwie rozwinięcie z pewną modyfikacją argumentu poprzedniego, z jakościowej ciągłości embriogenezy. Bazuje on na fakcie tworzenia się wyjątkowej kombinacji genetycznej, niespotykanej u żadnych innych osobników. Wyposażenie to nie zmienia się w dalszym ciągu jej rozwoju. Dzięki tożsamemu DNA powstała w wyniku zapłodnienia zygota i przychodzący na świat noworodek stanowią ten sam organizm, choć nie jest on w żadnym razie taki sam. W związku z tym zwolennicy tego argumentu uznają, że genetyka potwierdza moralny status osoby już w przypadku zygoty.
Krytycy tego argumentu zwracają uwagę na problem bliźniąt jednojajowych. Bliźnięta takie powstają w wyniku podziału pojedynczej zapłodnionej komórki jajowej. Cechują się one w efekcie jednakowym zestawem genów. Istnieje też odwrotny przykład, gdy oddzielnie rozwijające się z początku 2 osobniki łączą się. W efekcie fuzji takiej powstaje pojedynczy osobnik. Część etyków uważa więc, że przez pierwsze 2 tygodnie trudno mówić o tożsamości człowieka.

### Argument z moralnej ostrożności
Zwolennicy argumentu z moralnej ostrożności zwracają uwagę na istnienie dyskusji na temat kryteriów człowieczeństwa, w której ścierają się różne racje. Uważają, że w takiej sytuacji należy przyjąć wyjście najbezpieczniejsze. Chodzi o to, by w razie niepewności co do statusu jakiegoś bytu zachowywać się tak, jakby przysługiwały mu stanowiące przedmiot niepewności prawa. Stanowi to wyraz moralnej ostrożności. W tym wypadku może to zapobiec ewentualnemu złu, jakim jest zabicie człowieka. Posługują się tutaj przykładem muru, zza którego dobywają się głosy dzieci. Mur ten uniemożliwia zajrzenie i sprawdzenie, czy rzeczywiście są tam dzieci, gdyż słyszane głosy mogą być odtwarzane z nagrania. Jednakże nawet w razie braku rozstrzygnięcia tej zagadki właściwie będzie na wszelki wypadek powstrzymanie się od działań, które mogłyby zaszkodzić ewentualnym dzieciom.
Zwolennicy tego argumentu obawiają się również efektu równi pochyłej. Widzą tu niebezpieczeństwo eugeniki pozytywnej, uprzedmiotowienia i instrumentalizacji życia człowieka.
Krytycy podkreślają natomiast niebezpieczeństwa stosowania kryterium genetycznego jako możliwej podstawy selekcji oraz krzywdę wyrządzaną tym, których nieszczęście i cierpienie jest niepotrzebnie wbrew ich woli przedłużane.

### Argument z moralnej niepewności
Argument z moralnej niepewności uważany bywa za bardziej wyrafinowaną formę argumentu z moralnej ostrożności. Zwraca on uwagę na brak pewności co do statusu płodu. Nie ma nawet pewności, czy kiedykolwiek ludzkość pozna odpowiedź na to pytanie. Zwolennicy tego argumentu rozpatrują następnie 2 możliwości, a w każdej z nich 2 działania. Jeśli płód ludzki rzeczywiście jest osobą, to w takim wypadku aborcja stanowić będzie zło moralne. Niedokonywanie jej nie będzie stanowiło zła. Jeśli zaś płód nie jest osobą, to zarówno wykonanie aborcji, jak i odstąpienie od niej nie będą złem moralnym. Ma to istotne znaczenie w praktyce. Jeśli więc odstąpi się od wykonania aborcji, czyn wedle protagonistów tego poglądu nie przyniesie zła bez względu na status moralny rozwijającego się organizmu. W przypadku jej wykonania zaś wymaga odmówienia temu organizmowi statusu osoby, by nie uznać przerwania ciąży za zło. Wobec tego niedokonywanie aborcji nigdy nie przynosi zła w przeciwieństwie do jej dokonywania, co przemawia za nieprzeprowadzaniem jej. Tak więc nie rozstrzygając o prawdziwym statusie moralnym zarodka czy płodu, postępuje się tak, jakby przynależał mu status osoby już od samego początku istnienia.
Krytycy tego rozumowania zarzucają mu nadmierne uproszczenie. Nie uwzględnia ono zła, które może spowodować kontynuowanie ciąży. Rachunek moralnej pewności wymagałby dodatkowo uznania, że następstwa kontynuowania ciąży stanowią mniejsze zło moralne, niż jej przerwanie. Lekarze przyjmowali też jednak stanowisko przeciwne. Brzeziński zwraca uwagę, że w takiej sytuacji konieczne bywa wybranie mniejszego zła.

### Zasada świętości ludzkiego życia
Podobne stanowisko wynika z zasady świętości ludzkiego życia. W ujęciu religijnym określa ona życie ludzkie „rzeczywistością świętą” (określenie Jana Pawła II), uznaje życie za dar od Boga, którym człowiek nie może dowolnie dysponować, wiąże się ze stwórczym działaniem Boga. Moralną wartość tego życia uznają też autorzy świeccy. W tym przypadku jednak przyznaje się wartość również życiu preosobowemu, to znaczy uznaje się wartość życia osobnika H. sapiens niezależnie od uznawania go za osobę (postać katolicka zasady świętości życia) lub nie (postać świecka).

## Krytyka
Przeciwnicy stosowania kryterium genetycznego dla przyznawania praw moralnych i określania człowieczeństwa, między innymi utylitaryści, wysuwają pytania, na które ich zdaniem jego zwolennicy nie potrafią udzielić przekonujących odpowiedzi, i kwestionują „świętość” czy też wyjątkowość, w porównaniu do innych istot, wartości życia ludzkiego. Dziwi ich, dlaczego to właśnie posiadanie ludzkiego materiału genetycznego ma być kryterium przyznawania moralnych praw (także prawa do życia) jego posiadaczowi? Zarzucają tym samym zwolennikom kryterium genetycznego szowinizm gatunkowy. Zauważają, że to nie posiadanie takiego czy innego genotypu decyduje o naszym statusie jako osoby i człowieczeństwie.
Na fundamentalny w jego ocenie błąd, związany z wykorzystaniem kryterium genetycznego w przyznawaniu praw moralnych zygocie ludzkiej, a wynikający z postępu nauk medycznych i embriologii – odkrycia technik klonowania i odróżnicowywania zróżnicowanych (dojrzałych) komórek , zwraca uwagę Prof. Stępień :

Każda komórka człowieka może zostać teoretycznie przekształcona w embrion, ponieważ zawiera pełną informację genetyczną. Tego typu koncepcje filozoficzne spowodowałyby, że musielibyśmy uznać każdą naszą komórkę za embrion godny ochrony.

W poszukiwaniu lepszych kryteriów, istotnych dla moralności i orzekania o tym, czy istota (organizm) jest osobą w moralnym tego słowa znaczeniu, proponują oni zwracać uwagę na zdolność odczuwania bólu, cierpienia, świadomość i samoświadomość, z czym wiąże się rozszerzenie wspólnoty moralnej także na niektóre istoty inne, niż tylko przedstawiciele gatunku Homo sapiens.
Krytyce podlega też używanie w dokumentach terminu „dziecko poczęte” na określenie osobnika ludzkiego w trakcie rozwoju wewnątrzmacicznego niezależnie od fazy rozwoju. Wedle Brzezińskiego nazewnictwo takie, oddziałując psychologicznie, urealnia uznanie aborcji za zabójstwo, zamiast za zabieg medyczny.